# Agave spicata
Agave spicata är en sparrisväxtart som beskrevs av Antonio José Cavanilles. Agave spicata ingår i släktet Agave och familjen sparrisväxter. Inga underarter finns listade i Catalogue of Life.